# 馬崗堡之役

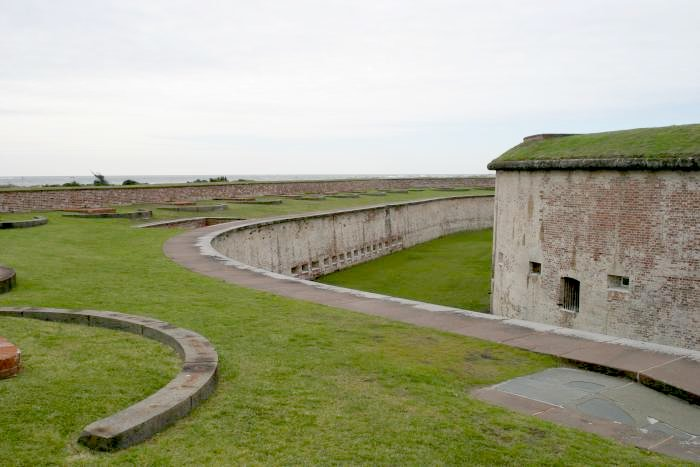
马岗堡遗址

馬崗堡之役於1862年3月23日至4月26日發生在北卡羅來納的格蘭維爾郡, 是在早期南北戰爭中北軍將領柏恩賽德為遠征及控制卡羅來納而發動的第四場戰役。

## 戰事
柏恩賽德於3月後期對馬崗堡作大包圍，一直到4月26日才開火進攻，數小時後，護城河的內斜坡開始倒塌，南軍投降。北軍自羅諾克島之役起第4次獲勝。

## 戰事結束
北軍傷亡人數為10;而南軍傷亡人數為480。